# 渡辺範彦
渡辺範彦（わたなべ のりひこ　1947年9月11日－2004年2月29日）は、日本のクラシックギタリスト。

## 人物・来歴
1947年9月11日、宮崎県に生まれる。8歳からギターを始め、月村嘉孝、松田晃演（旧名　二朗）、久坂晴夫、真鍋理一郎に師事する。日本ギターコンクール（東京国際ギターコンクール）で1965年から2年連続で2位入賞。1967年6月29日に初めてのリサイタルを開き、翌日に初のレコード録音を行なう。
1969年には、第11回パリ国際ギターコンクールに出場し、審査員の満場一致で優勝。翌年には同コンクールにゲストとして招かれ、ヨーロッパ各地で演奏会を開いている。以後、レコード録音やリサイタルを行なう一方で、1975年からはNHKのギター講座『ギターを弾こう』の講師を務め、後進の指導にあたった。
1980年代以降は徐々に演奏活動から遠ざかり、2004年に肺癌のため死去。享年56。

## 特徴
渡辺は、デビュー時から完成された技巧と成熟した音楽性をもつ天才肌の演奏家であったが、完全主義者として知られ、レパートリーを限定し、完全に自家薬籠中としたもののみを録音ないしは演奏会でとりあげていた。彼のスタジオ録音は、ほとんどがワン・テイクで完了、ライブ収録でも、レコード化するにあたっての編集が不要なほどの完成度であったという。

## 音源復刻
2006年、渡辺が1971年に成蹊大学で行なったリサイタルの音源がCD化され、その演奏が若い世代にも評判を呼び、2007年2月にも音源が復刻されている。2010年4月には、遺族の尽力により、第11回パリ国際ギター・コンクール本選での生演奏を含むパリ・ライブ録音集が発売された。

## ディスコグラフィー
タイトルは初発売時のものに拠る。

### アナログレコード
- 『渡辺範彦－珠玉のギター小品集』 日本コロムビア 1970年2月25日発売　JX-15　¥1,800
- 『新演奏家シリーズ＜２＞渡辺範彦ギター・リサイタル』 日本コロムビア 1970年4月10日発売　OS-10072-J　¥2,000
- 『渡辺範彦ギターリサイタル』 RVCビクター 1977年
- 『モーツァルトの魔笛の主題による変奏曲』 RVCビクター 1979年
- 『ソル 24の練習曲』 RVCビクター 1979年
- 『ギター・メルヘン・コンサート』 RVCビクター 1980年
- 『渡辺範彦ギター・リサイタル・ライブ』（収録は1968年） 日本コロムビア 1981年

### CD
- 『渡辺範彦の芸術』 山野楽器 1998年
- 『幻のライブ』（収録は1971年） 現代ギター社 2006年
- 『デビュー！』（上記の『渡辺範彦－珠玉のギター小品集』と同内容） 現代ギター社 2007年
- 『渡辺範彦＝ギター　パリ・ライヴ録音集～コンクール & リサイタル1969,70&76』 有限会社クヮルテット・ハウス・ジャパン / 渡辺範彦メモリアル 2010年

## 関連人物
- アンドレス・セゴビア - 渡辺が敬愛するギタリスト。セゴビア自身も渡辺が出席したパリ・コンクールに顔を見せている。